# Девана (лайнер)
| Девана                  | Девана                                           |
| ----------------------- | ------------------------------------------------ |
| Devanha                 |                                                  |
| Служба                  |                                                  |
| Великобритания          |                                                  |
| Владелец                | Peninsular and Oriental Steam Navigation Company |
| Оператор                | P&O 1905–1914, 1919–1928 Admiralty 1914–1919     |
| Спущен на воду          | 16 декабря 1905                                  |
| Основные характеристики |                                                  |
| Водоизмещение           | 8092 тонн                                        |
| Длина                   | 140 метров                                       |
| Ширина                  | 17,5 метров                                      |

Девана (англ. SS Devanha) — пассажирский лайнер и грузовое судно, эксплуатировалось компанией Peninsular and Oriental Steam Navigation Company .

## История
SS Devanha был спущен на воду в 1905 году и поступил на вооружение компании Peninsular and Oriental Steam Navigation Company в 1906 году. Стоимость корабля составила 159 249 фунтов стерлингов. Свой первый рейс она совершила из Королевского Альберт-Дока в Лондоне 1 марта 1905 года.
В 1914 году реквизирован для использования в качестве военного корабля во время Первой мировой войны . В 1915 году Devanha принял участие в Дарданелльской кампании, высадив 12-й батальон австралийских войск в месте, которое позже было названо пляжем Анзак, а затем двинулся вдоль побережья, чтобы привлечь огонь противника. Позже Devanha был преобразован в госпитальное судно. В 1916 году судно спасло выживших с корабля SS Chantala, торпедированного в Средиземном море. Затем он продолжил нести службу в качестве госпитального корабля в Персидском заливе, Восточной Африке, Бомбее и Суэце, прежде чем в 1919 году снова был преобразован в военный корабль.
В 1919 году Devanha репатриировал австралийские войска. В последующие годы Devanha снова поступила на службу в компанию P&O. Свой последний рейс она совершила 22 мая 1925 года и в конечном итоге была продана на металлолом за 20 500 фунтов стерлингов.
Судно было отдано на слом компании Sakaguchi Sadakichi Shoten K K в Осаке 2 июня 1928 года.

## Память
В 1920 году одна из ее спасательных шлюпок, которая использовалась во время кампании Галлиполи, была подарена Австралийскому национальному военному мемориалу в Канберре.
Одним из спасённых с затонувшего корабля SS Chantala, которого подобрало в море госпитальное судно «Девана», был будущий премьер-министр королевства Югославия Никола Узунович. В память о своём спасении он воздвиг небольшой дворец в центре Белграда, который назвал «Палата Devanha». Фасад дворца украшен барельефом корабля.